# Coccoloba venosa
Coccoloba venosa là một loài thực vật có hoa trong họ Rau răm. Loài này được L. mô tả khoa học đầu tiên năm 1759.